# Nordlandets Mænd
Nordlandets Mænd er en amerikansk stumfilm fra 1923 af Reginald Barker.

## Medvirkende
- Renée Adorée som Andrée Grange
- Earle Williams som Neil Tempest
- Barbara La Marr som Camille Lenoir
- Pat O'Malley som Bucky O'Hara
- Wallace Beery som Barode Dukane
- Josef Swickard som Pierre Grange